# Dalibor Bagarić
Dalibor Bagarić (* 2. Juli 1980 in München) ist ein ehemaliger deutsch-kroatischer Basketballspieler. Der 2,16 m große Center spielte nach dem Karrierestart in seiner kroatischen Heimat für drei Jahre in der am höchsten dotierten Profiliga NBA, wo er sich jedoch nicht durchsetzen konnte. Nach seiner Rückkehr nach Europa spielte er in den höchsten nationalen Spielklassen von Griechenland, Italien und Spanien und gewann 2005 die italienische Meisterschaft, 2010 die kroatische Meisterschaft sowie 2007 den FIBA EuroCup. Seit 2011 war er vor allem in seiner Heimat Kroatien und im Libanon aktiv.

## Karriere
In München geboren begann Bagarić seine Karriere als Basketballspieler in der kroatischen Heimat seiner Familie, wo er nach ersten Schritten für den Verein aus Karlovac von Benston Dubrava aus der Hauptstadt Zagreb für die Saison 1997/98 verpflichtet wurde. Nachdem er in der Saison 1998/99 beim Lokalrivalen und Meister KK Cibona gespielt hatte, wo er sich jedoch nicht durchsetzen konnte, kehrte er für die Saison 1999/2000 zu Dubrava zurück. Im „Entry Draft“ 2000 der US-amerikanischen Profiliga NBA wurde er überraschend früh in der ersten Runde an 24. Stelle von den Chicago Bulls ausgewählt. In den folgenden drei Jahren versuchte sich Bagarić im Kader der Bulls durchzusetzen. Seine größten Spielanteile hatte Bagarić in der NBA 2001/02, in der er in 50 Saisonspielen knapp 13 Minuten pro Spiel eingesetzt wurde. Nachdem er in der folgenden Saison nur noch in zehn Spielen eingesetzt worden war, kehrte er für die Saison 2003/04 nach Europa zurück, nachdem er mit der kroatischen Nationalmannschaft bei der EM-Endrunde 2003 vor dem Viertelfinale ausgeschieden war. Für die Saison 2003/04 wurde Bagarić von Olympiakos aus Piräus in der griechischen A1 Ethniki unter Vertrag genommen wurde. Doch auch hier blieben seine Spielanteile eher übersichtlich. Olympiakos schaffte zwar im höchsten europäischen Vereinswettbewerb EuroLeague 2003/04 noch den Einzug in die zweite Gruppenphase der 16 besten Mannschaften, doch in der griechischen Meisterschaft kam man nur als Achter der Hauptrunde in die Play-offs um die Meisterschaft, in denen man dann in der ersten Runde gleich gegen Titelverteidiger und Serienmeister Panathinaikos Athen ausschied.
Für die folgende Spielzeit wechselte Bagarić 2004 nach Italien zu Fortitudo aus Bologna, die unter dem Sponsorennamen Climamio unter Bagarić’ Landsmann Jasmin Repeša als Trainer in der Serie A spielten. In der EuroLeague 2004/05 scheiterte die Mannschaft nach einer starken Vorrunde nur sehr knapp in der zweiten Gruppenphase wegen des schlechteren direkten Vergleichs am Einzug in die Viertelfinal-Playoffs. In den Play-offs um die nationale Meisterschaft konnte der vormalige Vizemeister dann Armani Jeans Mailand besiegen und 2005 den zweiten Meistertitel für den Verein erringen. In seiner zweiten Spielzeit für Climamio konnte Bagarić zwar seine Spielanteile persönlich steigern, doch die Mannschaft schied in der EuroLeague 2005/06 erneut in der zweiten Gruppenphase aus und in der italienischen Meisterschaft verlor man die Finalserie gegen Benetton Treviso. In der Saison 2006/07 spielte Bagarić dann für CB Sant Josep aus Girona, die unter dem Sponsorennamen Akasvayu den FIBA EuroCup 2006/07 unter der Regie des deutsch-serbischen Trainers Svetislav Pešić gewannen. Für die folgenden beiden Spielzeiten kehrte Bagarić zu Fortitudo Bologna zurück, die unter wechselnden Sponsoren jedoch nicht an ihre früheren Erfolge anknüpfen konnten. In der Saison 2007/08 schaffte man als Achter der Hauptrunde noch den Einzug in die Meisterschafts-Play-offs, in denen man jedoch in der ersten Runde gegen Serienmeister Montepaschi Siena ausschied. In der Saison 2008/09 landete man als Tabellenvorletzter auf einem Abstiegsplatz. Nachdem man auch die finanziellen Mittel erschöpft waren, wurde die Profimannschaft vorübergehend aufgelöst.
Für die Saison 2009/10 kehrte Bagarić nach Zagreb zu KK Cibona zurück, die 2010 ihren Meistertitel in Kroatien verteidigen konnten. In der EuroLeague 2009/10 erreichte der kroatische Meister noch die zweite Gruppenphase der 16 besten Mannschaften, in der man jedoch in sechs Spielen nur noch einen weiteren Sieg erringen konnte, und in der ABA-Liga verlor man wie im Vorjahr das Finale mit einem Punkt Unterschied gegen Titelverteidiger KK Partizan Belgrad. Nachdem er zu Beginn der Saison 2010/11 erneut bei Dubrava Zagreb unter Vertrag gestanden hatte, wechselte Bagarić im November 2010 in die griechische Liga zu GS Marousi aus Athen. Marousi schied jedoch in der ersten Play-off-Runde um die Meisterschaft gegen Aris Thessaloniki aus. Zu Beginn der Saison 2011/12 hatte Bagarić dann einen Kurzzeitvertrag bei Blancos de Rueda aus Valladolid in der Liga ACB, bevor er erneut zurück nach Zagreb ging und diesmal die Saison für KK Cedevita zu Ende spielte. Der Vizemeister des Vorjahres gewann den kroatischen Pokalwettbewerb und zog sowohl in der ABA-Liga als auch in der kroatischen Meisterschaft erneut ins Finale ein. Während Cedevita beim Final-Four-Turnier der ABA-Liga im Halbfinale Titelverteidiger KK Partizan besiegen konnte, verlor man das Finale gegen den Gastverein Maccabi Tel Aviv aus Israel. In der kroatischen Meisterschaft verlor man die Finalserie gegen Bagarić’ ehemaligen Verein KK Cibona. In der Saison 2012/13 spielte Bagarić dann in der libanesischen Liga zunächst für al-Riyadi aus Beirut und dann für den Verein aus Amchit. Für die darauffolgende Saison 2013/14 kehrte er nach Kroatien zurück und spielt in der höchsten nationalen Spielklasse für den Verein aus Zabok, der jedoch in keinen internationalen Wettbewerben vertreten ist. Im Dezember 2013 verließ er das Team und wechselte zunächst in die tunesische Liga zu Étoile Sportive du Sahel. Später kehrte er in derselben Saison 2013/14 wieder zu KK Zabok zurück. Im September 2014 wechselte er in die Beko-BBL zu den Brose Baskets.
2016 gab Bagarić seinen Rückzug vom Basketball als aktiver Spieler bekannt.